# ارپالی
ارپالی (انگلیسی: Arpalı) شهری در شمال شرقی ترکیه است.